# Zang Shiyi
Zang Shiyi (臧式毅, octobre 1884 – 13 novembre 1956) est un général chinois qui fut membre du gouvernement du Mandchoukouo. 

## Biographie
Zang est né en 1884 à Shenyang au Liaoning. Il se rend au Japon pour étudier à l'école de cavalerie de l'académie de l'armée impériale japonaise. À son retour en Chine, il est nommé chef d'État-major de l'armée du Kuomintang au Kirin. Il participe à la guerre Zhili-Anhui en 1920 et, avec Yan Yuting, devient chef d'État-major de la section économique du quartier-général du Kuomintang à Nankin. Après la mort du seigneur de guerre de Mandchourie, Zhang Zuolin, Zang soutient la réunification chinoise de 1928 et est nommé gouverneur du Liaoning en 1930.
Après l'incident de Mukden de 1931, Zang refuse d'abord de coopérer avec l'armée impériale japonaise et est emprisonné. Il décide cependant ensuite de collaborer et redevient gouverneur du Liaoning (renommée en province du Fengtian) le 16 décembre 1931. Il est membre du comité administratif du Nord-Est (ou conseil de direction du gouvernement autonome) qui établit les plans pour la création du nouvel État du Mandchoukouo en février 1932.
En 1932, Zang redevient gouverneur de la province du Fengtian, poste qu'il conserve après la réorganisation administrative des provinces du Mandchoukouo qui passe de quatre à dix en octobre 1934. En mars 1935, il est le premier choix de l'empereur Puyi pour succéder à Zheng Xiaoxu en tant que Premier ministre (bien que Zhang Jinghui ait finalement été nommé sur l'insistance de l'armée japonaise du Guandong). Le 21 mai 1935, Zang devient président du sénat du Mandchoukouo, poste essentiellement symbolique, jusqu'en 1945. Il sert aussi comme vice-ministre des Affaires intérieures.
En 1940, Zang est nommé ambassadeur auprès du gouvernement national réorganisé de la République de Chine de Wang Jingwei.
Après l'invasion soviétique de la Mandchourie, il organise une session d'urgence au sénat du Mandchoukouo pour promulguer l'abdication de l'empereur Puyi le 17 août 1945, qui prend effet le 18 août, et tente d'ouvrir des négociations avec l'armée soviétique. La capitale du Mandchoukouo, Hsinking, est cependant prise le 20 août 1945 et Zang est capturé le 30 août. Il est d'abord emprisonné en Sibérie, puis est extradé en République populaire de Chine en 1950, et meurt de maladie au centre de détention de criminels de guerre de Fushun le 13 novembre 1956.